# Centro Recreativo y Deportivo Tašmajdan

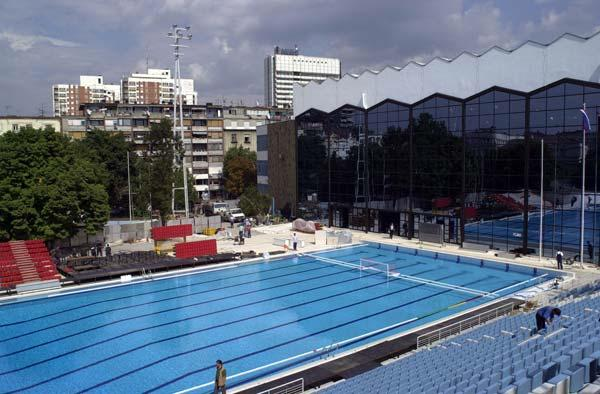
Vista del Centro Recreativo y Deportivo Tašmajdan.

El Centro Recreativo y Deportivo Tašmajdan (Tašmajdan Sportsko rekreativni centar) es un complejo deportivo situado en la ciudad de Belgrado, Serbia, que fue fundado por la Asamblea de la ciudad de Belgrado en 1958.

## Características
La zona de natación incluye una piscina cubierta y otra al aire libre con gradas para albergar a 2.000 espectadores, una plataforma de saltos con trampolines de uno, tres, cinco y diez metros y dieciséis ventanas submarinas para la filmación de los saltos. En las piscinas de este complejo deportivo se celebró el primer Campeonato mundial de natación en el año 1973. 
El estadio al aire libre de "Tašmajdan" tiene capacidad para albergar a 5.000 espectadores y en él se pueden practicar fútbol sala, baloncesto, esgrima, y voleibol. En el complejo también existen infraestructuras para la práctica de aeróbic, fitness, masaje, culturismo, y gimnasia de rehabilitación, así como sauna y solárium.
Dentro del complejo deportivo se encuentra también el Pabellón Pionir con un aforo de 6.000 espectadores, que se utiliza para todo tipo de deportes en recinto cubierto, como gimnasia, baloncesto, voleibol, balonmano, tenis, y deportes de contacto. También se encuentra dentro del complejo un pabellón de hielo preparado para la práctica de todo tipo de deportes sobre hielo con una capacidad de 2.000 espectadores.